# リトル★ダイナマイツ/ベイビー・トークTOO
『リトル★ダイナマイツ/ベイビー・トークTOO』（原題：Look Who's Talking Too）は、1990年制作のアメリカ合衆国のコメディ映画。
大人顔負けのしゃべくり赤ちゃんの巻き起こす騒動を描いたコメディ映画『ベイビー・トーク』の続編。ビデオタイトルは『ベイビー・トーク2/リトル・ダイナマイツ』。

## あらすじ
タクシー運転手からパイロットに転職したジェームズと公認会計士のモリーは、息子マイキーがキューピッド役となって親子3人幸せな生活を送っていた。
3年後、2人の間に第2子となる娘ジュリーが誕生した。だがマイキーは、これまで“小さな王様”として君臨してきた自分の地位が妹に取られるのではないかと気が気でなかった。
さらにある日、モリーの弟スチュワートが彼らの家に転がり込んできたことから夫婦の間に危機が発生、ついにはジェームズが家を飛び出してしまう。

## キャスト
| 役名                 | 俳優                       | 日本語吹替 | 日本語吹替   | 日本語吹替 |
| 役名                 | 俳優                       | ソフト版   | 日本テレビ版 |            |
| -------------------- | -------------------------- | ---------- | ------------ | ---------- |
| ジェームズ           | ジョン・トラヴォルタ       | 井上和彦   | 山寺宏一     |            |
| モリー               | カースティ・アレイ         | 吉田理保子 | 高島雅羅     |            |
| ロージー             | オリンピア・デュカキス     | 京田尚子   | 此島愛子     |            |
| ローナ               | トゥインク・カプラン       | 井上瑤     | 小宮和枝     |            |
| スチュワート         | イライアス・コティーズ     | 塩屋浩三   |              |            |
| ジョーイ             | ギルバート・ゴットフリード |            |              |            |
| フライシャー博士     | ドン・S・デイヴィス        |            |              |            |
| マイキーの声         | ブルース・ウィリス         | 所ジョージ | 福澤朗       |            |
| ジュリーの声         | ロザンヌ・バー             | 研ナオコ   | 大神いずみ   |            |
| エディの声           | デイモン・ウェイアンズ     | 笹岡繁蔵   |              |            |
| トイレット・マンの声 | メル・ブルックス           | 鈴木勝美   |              |            |

- ソフト版

その他声の出演：北村弘一、荒川太郎、金野恵子、池水通洋、塚田正昭、小室正幸、井上喜久子、藤城裕士、小関一、伊倉一恵
演出：加藤敏、翻訳：岩本令、調整：熊倉亨／星一郎、制作：東北新社
- 日本テレビ版：初回放送1994年5月27日『金曜ロードショー』

その他声の出演：三ツ矢雄二、はせさん治、秋元羊介、中尾隆聖、内海賢二、川田妙子、島香裕、塚田正昭、牛山茂、村松康雄、片岡富枝、滝沢ロコ、松岡ミユキ、相沢恵子、喜田あゆ美、かないみか、雨蘭咲木子
演出：木村絵理子、翻訳：木原たけし、効果：リレーション、選曲：岩波昌志、制作：東北新社